# Landsvägskarta

En detaljerad bilkarta över Washington, D.C.

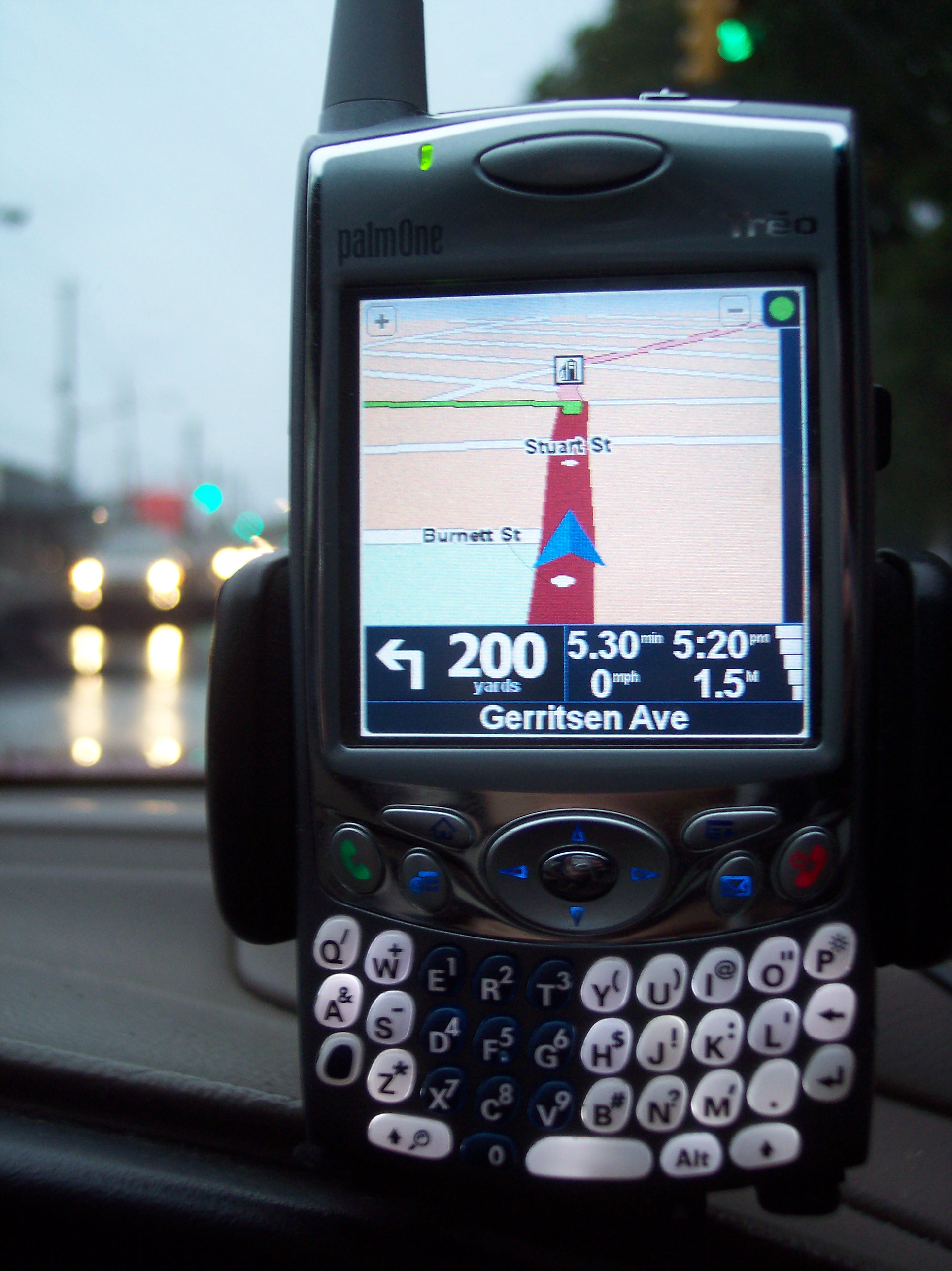
GPS-system i bilar har blivit allt vanligare.

Landsvägskarta, vägatlas eller bilkarta, är en karta som är huvudsakligen anpassad för landsvägstrafik, där landsvägar, motorvägar och motortrafikleder är särskilt tydligt markerade. Termerna syftar oftast till tryckta kartor, men kan även finnas i digital form, något som blivit allt vanligare på senare år och något som erbjuds av såväl statliga myndigheter som Lantmäteriet och privata företag som Eniro. Många tryckta landsvägskartor inkluderar ofta översiktskartor och ett flertal mer detaljerade. 
På senare år har de tryckta landsvägskartorna blivit mindre vanliga till förmån för digitala kartor och GPS-system. Dessa har fördelen att de ständigt hålls uppdaterade, mer exakt kan beräkna sträckor och kan lagra större mängder information.